# Iroha
Iroha (giapponese : いろは / vecchio alfabeto sillabico giapponese)  è un poema giapponese, scritto probabilmente nel periodo Heian (794-1179 d.C.). È stata registrata per la prima volta nel 1079 e presenta una struttura di versi di 7 e 5 sillabe. L'iroha si distingue per il fatto di essere un pangramma perfetto, in quanto utilizza ogni singolo kana esattamente una volta (ad eccezione di ん [-n], che è stato aggiunto successivamente al sillabario). Per questo motivo, questa poesia è stata utilizzata come disposizione del sillabario giapponese fino alla riforma del sillabario durante l'era Meiji (fine del XIX secolo). 
Iroha Uta (いろは歌) è una poesia dell'undicesimo secolo che racchiude la concezione buddista della vita, composta di 47 lettere in versi di cinque e sette sillabe, che compongono i 47 suoni del vecchio alfabeto sillabico giapponese. Fino all'inizio dell'era Meiji, questa poesia veniva recitata per far imparare agli scolari l'alfabeto, e viene talvolta usata ancora oggi.
In origine, la poesia era attribuita al monaco Kūkai, fondatore della setta buddista esoterica Shingon in Giappone, a cui si attribuisce anche l'invenzione della scrittura kana, ma ciò era improbabile, poiché si ritiene che ai suoi tempi esistessero suoni distinti per la e nelle colonne a e ya della tavola kana. Il carattere え (e) nella poesia si sarebbe letto ye, lasciando il pangramma incompleto. Inoltre, recenti ricerche hanno dimostrato che la data di composizione del poema risale al tardo periodo Heian.
La parola いろは (iroha) è usata anche come "ABC" o "cose di base" in giapponese.

## Testo
La prima apparizione dell'Iroha, nel Konkōmyōsaishōkyō Ongi (金光明最勝王経音義) era in sette righe: sei con sette morae ciascuna, e una con cinque. Era scritto anche in man'yōgana.
以呂波耳本部止
千利奴流乎和加
餘多連曽津祢那
良牟有為能於久
耶万計不己衣天
阿佐伎喩女美之

恵比毛勢須
Strutturalmente, tuttavia, la poesia segue lo schema standard 7-5 della poesia giapponese (con un verso ipometrico), e in tempi moderni viene generalmente scritta in questo modo, nei contesti in cui si usano le interruzioni di riga. Il testo della poesia in hiragana (con ゐ e ゑ arcaici ma senza segni di consonanti vocali) è:
| Giapponese arcaico | Giapponese arcaico   | Giapponese moderno | Giapponese moderno | Ordine  | Traduzione                                                  |
| hiragana           | traslitterazione     | kanji e hiragana   | pronuncia          | numeri  |                                                             |
| ------------------ | -------------------- | ------------------ | ------------------ | ------- | ----------------------------------------------------------- |
| いろはにほへと     | i ro ha ni ho he to  | 色は匂へど         | Iro wa nioedo      | 1 - 7   | Sebbene il suo profumo rimanga ancora                       |
| ちりぬるを         | chi ri nu ru wo      | 散りぬるを         | Chirinuru o        | 8 - 12  | la forma del fiore si è dispersa                            |
| わかよたれそ       | wa ka yo ta re so    | 我が世誰ぞ         | Wa ga yo tare zo   | 13 - 18 | Per chi rimarrà la gloria                                   |
| つねならむ         | tsu ne na ra mu      | 常ならん           | Tsune naran        | 19 - 23 | di questo mondo invariata?                                  |
| うゐのおくやま     | u wi no o ku ya ma   | 有為の奥山         | Ui no okuyama      | 24 - 30 | Arrivando oggi dall'altra parte                             |
| けふこえて         | ke fu ko e te        | 今日越えて         | Kyō koete          | 31 - 35 | delle profonde montagne dell'evanescente esistenza          |
| あさきゆめみし     | a sa ki yu me mi shi | 浅き夢見じ         | Asaki yume miji    | 36 - 42 | Noi non dovremo mai permettere a noi stessi di allontanarci |
| ゑひもせす         | we hi mo se su       | 酔ひもせず         | Yoihi mo sezu.     | 43 - 47 | intossicati, nel mondo dei sogni superficiali               |